# Потапкин, Андрей Сергеевич
Андрей Сергеевич Потапкин (род. 12 июля 1996) — российский гребец. Мастер спорта России.

## Биография
Детство провёл в посёлке Рублёво, где занимался футболом, а в 13 лет по инициативе отца пришёл на гребной канал в Крылатском. Тренировался под руководством М. Н. Юрина. Выступал за спортивную школу № 26 Москомспорта. Побеждал на чемпионатах России в возрастных категориях до 17, 19 и 23 лет, а также на Спартакиаде учащихся до 18 лет.
Окончил Российский государственный университет физической культуры, спорта, молодежи и туризма.
Участник юношеского чемпионата мира 2014 года. Выступал на чемпионатах мира среди гребцов до 23 лет в 2015, 2016 и 2018 годах, а в 2017 завоевал серебро в парной четвёрке.
Чемпион России 2016 года в одиночке. Выступал на Кубках мира 2017 и 2018 годов, а также в чемпионате мира 2017 и чемпионатах Европы 2019, 2020 и 2021 годов.
Пытался пройти отбор на Олимпиаду 2016 года, но квалифицировался лишь на Игры 2020 в Токио, где в парной двойке с Ильёй Кондратьевым занял 7-е место.
На чемпионат Европы 2025 года в Софии отправился в составе сборной Федерации гребного спорта России, выступающей под нейтральным флагом.